# Международная неделя Коппи и Бартали
Международная неделя Коппи и Бартали (итал. Settimana Internazionale di Coppi e Bartali, известная также как Неделя Коппи и Бартали) — шоссейная многодневная велогонка, проводится ежегодно в конце марта в течение пяти дней в итальянском регионе Эмилия-Романья. 

## История

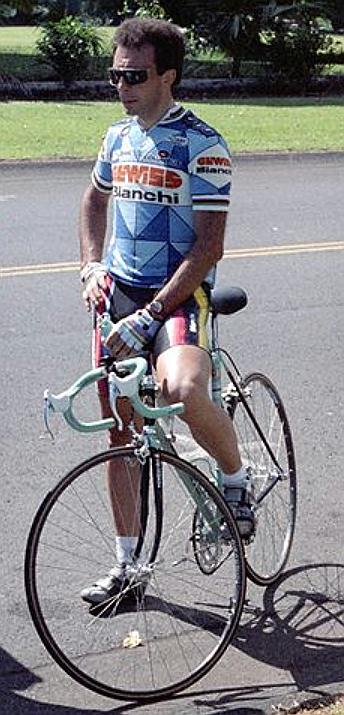
Морено Арджентин, победитель гонки в 1984 и 1992

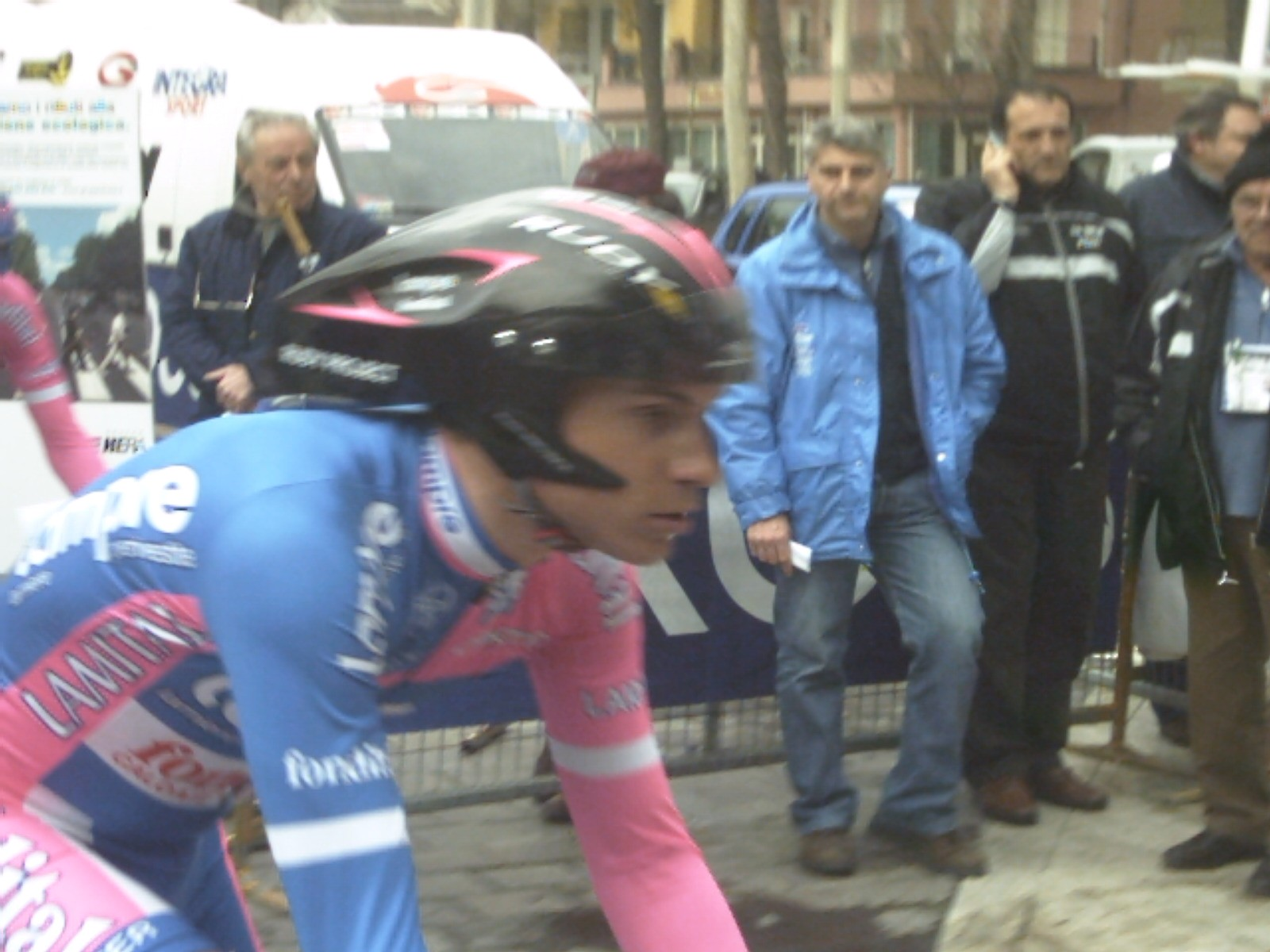
Дамиано Кунего на гонке 2006

Гонка возникла в 1984 году как Международная неделя велоспорта (итал. Settimana Ciclistica Internazionale), и до 1994 года она проходила на Сицилии. В 1996 и 1997 годах гонка прошла на Сардинии. С 1999 года стала проводиться в Эмилия-Романья, сначала под названием Мемориал Чекки Гори (итал. Memorial Cecchi Gori) в течение двух лет.
В 2001 году получила своё нынешнее название в честь известных итальянских профессиональных шоссейных велогонщиков Фаусто Коппи и Джино Бартали. 
С 2005 года входит в календарь UCI Europe Tour и имеет категорию 2.1.
Традиционно проходит в последнюю неделю марта. С 2000 года проводится в течение пяти дней. В 2002 году был введен двойной первый этап "a" и "b". Его первая часть "1a" проводится в виде командна разделки на котором каждая команда выступает не единым составом, а двумя полусоставами.
Организатором выступает Gruppo Sportivo Emilia, которая также организует другие итальянские гонки — Мемориал Марко Пантани, Джиро дель Эмилия, Гран-при Бруно Бегелли.
С 2004 года организаторами гонки из стартового протокола был убран номер 145 в честь о Марко Пантани. Под ним он выступал на гонке в 2003 году, на пятом этапе которой финишировал вторым, что позволило ему подняться на подиум в последний раз в своей жизни. Также в начале гонки в память о нём была выпущена стая белых голубей.
Входит в Велошоссейный кубок Италии.

## Призёры
| Год                                         | Победитель           | Второй                | Третий                |
| ------------------------------------------- | -------------------- | --------------------- | --------------------- |
| Settimana Ciclistica Internazionale         |                      |                       |                       |
| 1984                                        | Морено Арджентин     | Штефан Муттер         | Йохан ван дер Вельде  |
| 1985                                        | Лоран Финьон         | Бруно Войтинек        | Джузеппе Саронни      |
| 1986                                        | Джузеппе Саронни     | Морено Арджентин      | Федерико Джотто       |
| 1987                                        | Маурицио Росси       | Даниэле Кароли        | Рольф Сёренсен        |
| 1988                                        | Адриано Баффи        | Джузеппе Саронни      | Камилло Пассера       |
| 1989                                        | Бруно Леали          | Пьерино Гавацци       | Стивен Рокс           |
| 1990                                        | Рольф Сёренсен       | Стивен Рокс           | Клаудио Кьяппуччи     |
| 1991                                        | Фил Андерсон         | Джузеппе Петито       | Максимильян Шандри    |
| 1992                                        | Морено Арджентин     | Алекс Цулле           | Фил Андерсон          |
| 1993                                        | Микеле Бартоли       | Любош Лом             | Паоло Форначиари      |
| 1994                                        | Родолфо Масси        | Микеле Копполило      | Евгений Берзин        |
| 1995 не проводилась                         |                      |                       |                       |
| 1996                                        | Габриэль Коломбо     | Адриано Баффи         | Маурицио Фондриест    |
| 1997                                        | Роберто Петито       | Клаудио Кьяппуччи     | Алессандро Бертолини  |
| 1998 не проводилась Memorial Cecchi Gori    |                      |                       |                       |
| 1999                                        | Роман Вайнштейн      | Джанмарио Ортенци     | Паоло Беттини         |
| 2000                                        | Паоло Беттини        | Владимир Белли        | Марко Вело            |
| Settimana Internazionale di Coppi e Bartali |                      |                       |                       |
| 2001                                        | Руслан Иванов        | Дарио Фриго           | Фреди Гонсалес        |
| 2002                                        | Франческо Казагранде | Петер Луттунбергер    | Кэдел Эванс           |
| 2003                                        | Мирко Челестино      | Франческо Казагранде  | Франко Пеллицотти     |
| 2004                                        | Джулиано Фигерас     | Мирко Челестино       | Микеле Скарпони       |
| 2005                                        | Франко Пеллицотти    | Мауро Фаччи           | Дамиано Кунего        |
| 2006                                        | Дамиано Кунего       | Винченцо Нибали       | Марио Артс            |
| 2007                                        | Микеле Скарпони      | Риккардо Рикко        | Лука Пьерфеличи       |
| 2008                                        | Кэдел Эванс          | Стефано Гарцелли      | Винченцо Нибали       |
| 2009                                        | Дамиано Кунего       | Кэдел Эванс           | Массимо Гунти         |
| 2010                                        | Иван Сантаромита     | Пшемыслав Немец       | Хосе Серпа            |
| 2011                                        | Эмануэль Селла       | Диего Улисси          | Стефано Пирацци       |
| 2012                                        | Ян Барта             | Бартош Хузарски       | Диего Улисси          |
| 2013                                        | Диего Улисси         | Дамиано Кунего        | Мигель Анхель Рубиано |
| 2014                                        | Питер Кеннах         | Дарио Катальдо        | Маттео Работтини      |
| 2015                                        | Луис Мейнтджес       | Бен Свифт             | Матия Квасина         |
| 2016                                        | Сергей Фирсанов      | Мауро Финетто         | Джанни Москон         |
| 2017                                        | Лилиан Кальмежан     | Том Скуйиньш          | Эган Берналь          |
| 2018                                        | Диего Роза           | Бауке Моллема         | Ричард Карапас        |
| 2019                                        | Лукас Хэмилтон       | Дамьен Хоусон         | Николас Шульц         |
| 2020                                        | Джонатан Нарваэс     | Андреа Баджоли        | Жуан Педру Алмейда    |
| 2021                                        | Йонас Вингегор       | Миккель Фролих Хоноре | Николас Шульц         |
| 2022                                        | Эдвард Данбар        | Бен Талэтт            | Марк Хирши            |
| 2023                                        | Мауро Шмид           | Джеймс Шоу            | Бен Хили              |
| 2024                                        | Кун Бауман           | Archie Ryan           | Диего Улисси          |
| 2025                                        | Бен Талэтт           | Марк Донован          | Игор Арриета          |